# Пименов, Иван Иванович
Ива́н Ива́нович Пи́менов (25 января 1917, дер. Корытово, Вологодская губерния — 27 декабря 1944, Латвийская ССР) — майор Рабоче-крестьянской Красной Армии, участник Великой Отечественной войны, Герой Советского Союза (1945).

## Биография
Иван Пименов родился 25 января 1917 года в деревне Корытово (ныне — Вологодский район Вологодской области). После окончания неполной средней школы работал сначала в колхозе, затем на железной дороге. В 1938 году Пименов был призван на службу в Рабоче-крестьянскую Красную Армию. Участвовал в боях на реке Халхин-Гол. С сентября 1941 года — на фронтах Великой Отечественной войны. В боях был четыре раза ранен и один раз контужен. В 1942 году окончил бронетанковые курсы.
К октябрю 1944 года капитан Иван Пименов командовал танковым батальоном 79-й танковой бригады 19-го танкового корпуса 6-й гвардейской армии 1-го Прибалтийского фронта. Участвовал в сражениях на территории Латвийской ССР. 7-10 октября 1944 года батальон Пименова с боями прошёл на запад около 100 километров, разгромил крупную немецкую автоколонну и аэродром, нанеся противнику большие потери.

 ...79-я танковая бригада под командованием полковника П.С.Архипова овладела станцией Вайнёде и захватила аэродром противника.
При взятии аэродрома особенно отличился танковый батальон капитана Ивана Ивановича Пименова. Он не дал подняться в воздух десяти самолётам, захватил в целости всё аэродромное оборудование и склады с бомбами. Вскоре крупные силы пехоты при поддержке 60-ти танков попытались отбить аэродром, но танкисты заняли круговую оборону и успешно отразили атаку. Иван Иванович Пименов был удостоен звания Героя Советского Союза.
— Герой Советского Союза  Маршал Советского Союза   Баграмян И.Х.  Так  шли мы к победе. -  М: Воениздат, 1977.- С.460.
27 декабря 1944 года майор Иван Пименов погиб в бою. Похоронен на воинском кладбище на улице Грауду в Елгаве.
Указом Президиума Верховного Совета СССР от 24 марта 1945 года за «умелое командование подразделением, мужество и героизм, проявленные при освобождении Прибалтики», майор Иван Пименов посмертно был удостоен высокого звания Героя Советского Союза. Также был награждён орденом Ленина, двумя орденами Красного Знамени, двумя орденами Отечественной войны 1-й степени, орденом Красной Звезды и рядом медалей.

## Награды и звания
- Герой Советского Союза (24.03.1945)
- Орден Ленина (24.03.1945)
- Орден Красного Знамени (10.09.1943)[2]
- Орден Красного Знамени (16.08.1944)[3]
- Орден Отечественной войны I степени (14.12.1943)[4]
- Орден Отечественной войны I степени (11.01.1944)[5]
- Орден Красной Звезды (03.06.1940)

## Память
Именем майора Пименова названы улицы сразу в нескольких городах России.
Так же в посёлке молочное, что в 10км от г.Вологда стоит школа которой впоследствии назвали именем Пименова И.И